# Kanton Rhône-Eyrieux
Der Kanton Rhône-Eyrieux ist ein französischer Wahlkreis im Département Ardèche in der Region Auvergne-Rhône-Alpes. Er umfasst 17 Gemeinden aus den Arrondissements Tournon-sur-Rhône und Privas, sein bureau centralisateur ist in La Voulte-sur-Rhône. Im Rahmen der landesweiten Neuordnung der französischen Kantone wurde er im Frühjahr 2015 erheblich erweitert. 2016 wurde der Kantonsname von La Voulte-sur-Rhône auf Rhône-Eyrieux geändert.

## Gemeinden
Der Kanton besteht aus 17 Gemeinden mit insgesamt 22.882 Einwohnern (Stand: 1. Januar 2022) auf einer Gesamtfläche von 291,83 km²:
| Gemeinde                   | Einwohner 1. Januar 2022 | Fläche km² | Dichte Einw./km² | Code INSEE | Postleitzahl | Arrondissement    |
| -------------------------- | ------------------------ | ---------- | ---------------- | ---------- | ------------ | ----------------- |
| Beauchastel                | 1.847                    | 8,46       | 218              | 07027      | 07800        | Privas            |
| Boffres                    | 618                      | 30,10      | 21               | 07035      | 07440        | Tournon-sur-Rhône |
| Charmes-sur-Rhône          | 3.160                    | 5,95       | 531              | 07055      | 07800        | Tournon-sur-Rhône |
| Châteauneuf-de-Vernoux     | 278                      | 6,07       | 46               | 07060      | 07240        | Privas            |
| Gilhac-et-Bruzac           | 174                      | 30,94      | 6                | 07094      | 07800        | Privas            |
| La Voulte-sur-Rhône        | 4.762                    | 9,70       | 491              | 07349      | 07800        | Privas            |
| Saint-Apollinaire-de-Rias  | 199                      | 8,34       | 24               | 07214      | 07240        | Privas            |
| Saint-Cierge-la-Serre      | 246                      | 16,20      | 15               | 07221      | 07800        | Privas            |
| Saint-Fortunat-sur-Eyrieux | 806                      | 22,07      | 37               | 07237      | 07360        | Privas            |
| Saint-Georges-les-Bains    | 2.415                    | 14,11      | 171              | 07240      | 07800        | Tournon-sur-Rhône |
| Saint-Jean-Chambre         | 252                      | 15,26      | 17               | 07244      | 07240        | Privas            |
| Saint-Julien-le-Roux       | 125                      | 8,64       | 14               | 07257      | 07240        | Privas            |
| Saint-Laurent-du-Pape      | 1.617                    | 20,10      | 80               | 07261      | 07800        | Privas            |
| Silhac                     | 399                      | 22,71      | 18               | 07314      | 07240        | Privas            |
| Soyons                     | 2.298                    | 7,90       | 291              | 07316      | 07130        | Tournon-sur-Rhône |
| Toulaud                    | 1.701                    | 34,73      | 49               | 07323      | 07130        | Tournon-sur-Rhône |
| Vernoux-en-Vivarais        | 1.985                    | 30,55      | 65               | 07338      | 07240        | Privas            |
| Kanton Rhône-Eyrieux       | 22.882                   | 291,83     | 78               | 0717       | –            | –                 |

Bis zur landesweiten Neuordnung der französischen Kantone im März 2015 gehörten zum Kanton La Voulte-sur-Rhône die zehn Gemeinden Beauchastel, Charmes-sur-Rhône, Gilhac-et-Bruzac, La Voulte-sur-Rhône, Rompon, Saint-Cierge-la-Serre, Saint-Fortunat-sur-Eyrieux, Saint-Georges-les-Bains, Saint-Laurent-du-Pape und Saint-Michel-de-Chabrillanoux. Sein Zuschnitt entsprach einer Fläche von 161,70 km2. Er besaß vor 2015 den INSEE-Code 0731.

## Politik
| Vertreter im Departementrat | Vertreter im Departementrat          | Vertreter im Departementrat |
| Amtszeit                    | Namen                                | Partei                      |
| --------------------------- | ------------------------------------ | --------------------------- |
| 2015–                       | Christian Feroussier Martine Finiels | PS                          |